# Valle di Scala
La Valle di Scala è una valle laterale della Valtellina e prende il nome dall'omonimo torrente.
La valle è delimitata dal torrente Scala e dal torrente Rezzalasco ed è interamente parte del Parco Nazionale dello Stelvio.
Una sua caratteristica peculiare sono le sue alte pareti rocciose che la circondano da ogni lato e che, pur ostacolandone l'accesso, possibile per il momento solo a piedi, la rendono incantevole per i suoi larghi panorami, caratterizzati da una visuale ampia e inostacolata.
La valle è suddivisa in cinque località, in ordine crescente di altezza: I Prati (I Pra'), I Campi (I Chemp), Scala Piana (Scala Piena), Casparaccio (Casparac) e Campoteggia (Camp Betegia).
Nella Valle di Scala è ambientata una delle leggende locali più conosciute ossia la leggenda delle Streghe di Scala (Stria de Scala), conosciuta in più versioni, ma la più famosa racconta di una bambina che nell'aiutare il proprio padre nelle attività agro-pastorali gli disse di essere in grado di provocare un temporale ed il padre, prendendo il tutto come un gioco, accettò la sfida, allora la bambina iniziò a disegnare con il dito dei cerchi nell'acqua di una fontana e all'improvviso scoppiò un temporale, a questo punto il padre incredulo le chiese dove avesse imparato quella pratica e la bambina disse di averlo appreso dalla madre, il padre allora torno in paese, prese moglie e figlia e dopo averle legate e messe su dei covoni di paglia, appiccò il fuoco, per allontanare gli spiriti delle due presunte streghe.
Dalla località principale di Scala Piana è possibile raggiungere tramite un breve sentiero la Val di Rezzalo, rinomata località turistica. 
Al fine di incrementare il turismo in zona, la Comunità Montana Alta Valtellina in collaborazione con Il Parco Nazionale dello Stelvio ed altri enti, ha creato il progetto "Bormio 360 Adventure Trail", ossia un anello ciclo-pedonale che collega numerose località valtellinesi ed in particolare collega la Val di Scala con la Val di Rezzalo e Santa Caterina Valfurva attraverso numerosi percorsi illustrati; il percorso che attraversa la Valle di Scala è stato nominato "Percorso delle Streghe", in virtù della leggenda sopracitata.